# Papelón (municipalité)
Pour les articles homonymes, voir Papelon.
Papelón est l'une des quatorze municipalités de l'État de Portuguesa au Venezuela. Son chef-lieu est Papelón. En 2011, la population s'élève à 16 191 habitants.

## Géographie

### Subdivisions
La municipalité possède une seule paroisse civile et une parroquia capital, traduite ici par « capitale » (en italiques et suivie d'une astérisque) avec, chacune à sa tête, une capitale (entre parenthèses) :
- Caño Delgadito (Caño Delgadito) ;
- Capitale Papelón * (Papelón).